# Capellán de Su Santidad

Base para el escudo de un capellán de Su Santidad según el Reglamento técnico heráldico emanado con el R.D. 7 de junio de 1943 n. 652

Hábito coral de los capellanes de Su Santidad

Capellán de Su Santidad, anteriormente denominado camarero secreto de Su Santidad, es un título honorífico que se confiere por una especial concesión de la Santa Sede a los presbíteros (es decir, los sacerdotes). Generalmente se concede a petición del obispo de la diócesis para sacerdotes considerados dignos, aunque no tanto como otro antiguo título similar, el de prelado de honor de Su Santidad. Es el único título que se mantuvo tras la abolición de los títulos honoríficos en la Iglesia católica por parte del Francisco, en enero de 2014.[cita requerida]
El complemento de Su Santidad identifica el prelado galardonado de la homónima Condecoración Pontificia. La Instrucción sobre la atribución de distinciones honoríficas pontificias, proclamada por la Secretaría de Estado de la Santa Sede el 13 de mayo de 2001, dispone que el título puede ser concedido a sacerdotes del clero secular que hayan cumplido al menos 65 años de edad. Para cada diócesis, el número total de monseñores no debe superar el 10 % del clero. Es práctica consolidada su atribución a sacerdotes a veces también muy ancianos, o que se han distinguido.
El capellán de Su Santidad tiene el título de Reverendo Monseñor y puede ser distinguido de otros sacerdotes por sus vestiduras, como prevé la instrucción de la Secretaría de Estado Ut sive sollicite sobre las vestiduras, títulos e insignias de cardenales, obispos y prelados menores, promulgada el 31 de marzo de 1969 firmado por el secretario de Estado de la Santa Sede card. Amleto Giovanni Cicognani.
Los capellanes de Su Santidad tienen como vestimenta coral y también como traje de diario la sotana negra con ojales, botones, bordes y forro de color morado y banda de seda morada. La sotana morada, el mantelón morado, la banda con copos y las hebillas sobre zapatos fueron suprimidos, así como la borla morada sobre la birreta negra.
Los siguientes son capellanes de Su Santidad durante munere (es decir, mientras estén en el cargo):
- Los canónigos de las catedrales de Lodi y Siracusa.
- Los canónigos del capítulo de los santos Celso y Juliano en Roma.
- Los capellanes de la Soberana Orden de Malta, SMOM.
- Los clérigos de la capilla papal.
- Los coadjutores canónicos de las grandes basílicas papales.

Este rango no expira, pero requiere renovación tras la muerte del papa que otorgó este rango.